# Mænd og Høns
Mænd og Høns (Mannen en kippen, Engels: Men & Chicken) is een Deense komische film uit 2015, geregisseerd door Anders Thomas Jensen. De film ging dat jaar in première tijdens het Internationaal filmfestival van Toronto.